# Agiejewszczina
Agiejewszczina (ros. Агеевщина) – wieś (ros. деревня, trb. dieriewnia) w zachodniej Rosji, w osiedlu wiejskim Słobodskoje rejonu diemidowskiego w obwodzie smoleńskim.

## Geografia
Miejscowość położona jest nad rzeką Jelsza, 1 km od drogi regionalnej 66N-0506 (Prżewalskoje – Jewsiejewka), przy drodze regionalnej 66N-0529 (66N-0506 – Agiejewszczina), 8 km od centrum administracyjnego osiedla wiejskiego (Staryj Dwor), 41 km od centrum administracyjnego rejonu (Diemidow), 89 km od stolicy obwodu (Smoleńsk), 57 km od granicy z Białorusią.
W granicach miejscowości znajdują się ulice: Bieriegowaja, Sowietskaja.

## Demografia
W 2010 r. miejscowość zamieszkiwało 30 osób.

## Historia
W czasie II wojny światowej od lipca 1941 roku dieriewnia była okupowana przez hitlerowców. Wyzwolenie nastąpiło we wrześniu 1943 roku.